# Baía Wilhelmina

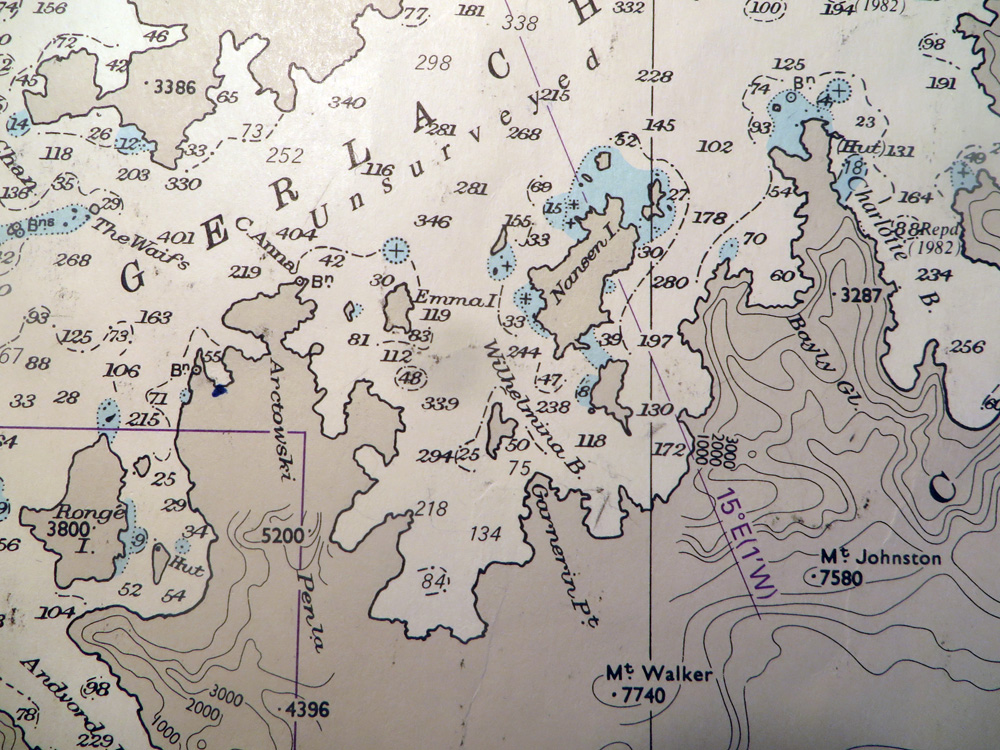
Baía Wilhelmina

A Baía Wilhelmina é uma baía com 24 km de largura entre a Península Reclus e o Cabo Ana, ao longo da costa oeste da Terra de Graham, na Antártida. Foi descoberta pela Expedição Antártica Belga (1897–99), liderada por Adrien de Gerlache, e o seu nome homenageia Guilhermina dos Países Baixos.